# Basketbal op de Olympische Zomerspelen 2012
Basketbal is een van de sporten die beoefend werden tijdens de Olympische Zomerspelen 2012 in Londen. De wedstrijden werden van 28 juli tot en met 12 augustus in de Basketball Arena en The O2 gespeeld.

## Deelname
Vierentwintig teams namen deel, twaalf bij de mannen, twaalf bij de vrouwen. Elk team bestonden uit maximaal twaalf spelers. Normaliter is het gastland automatisch geplaatst voor elke sport, maar bij het basketbal was dat lange tijd onzeker. Dit kwam doordat het Britse basketbalteam pas sinds 1 december 2005 bestaat en de internationale basketbalfederatie FIBA eerst duidelijkheid wilde over de sterkte van het team en wat er met het team gebeurt als de Spelen voorbij zijn. Tot dat moment hadden Engeland, Schotland en Wales eigen "nationale" teams. Overigens vormen Noord-Ierse basketballers samen met basketballers uit de Republiek Ierland het Iers basketbalteam. In maart 2011 maakte de FIBA bekend dat Groot-Brittannië zowel bij de mannen als bij de vrouwen mag meedoen.

## Kwalificatie
Deelname aan de Spelen moest worden afgedwongen bij het wereldkampioenschap van 2010, de continentale kampioenschappen van 2011 of het olympisch kwalificatietoernooi. Aan dat laatste toernooi namen de beste landen deel, volgens een bepaalde verdeling over de continenten, die zich nog niet hadden gekwalificeerd; twee landen uit Afrika, drie uit Amerika, twee uit Azië, vier uit Europa en één uit Oceanië. Doordat er besloten werd het gastland te laten deelnemen verviel er een plek bij het kwalificatietoernooi.
Mannen
| Competitie                     | Datum                   | Locatie    | Aantal plaatsen | Gekwalificeerd           |
| ------------------------------ | ----------------------- | ---------- | --------------- | ------------------------ |
| Gastland                       | -                       | -          | 1               | Groot-Brittannië         |
| Wereldkampioenschap 2010       | 28 aug. - 12 sept. 2010 | Turkije    | 1               | Verenigde Staten         |
| Afrikaans kampioenschap        | 17 - 28 aug. 2011       | Madagaskar | 1               | Tunesië                  |
| Aziatisch kampioenschap        | 15 - 25 sept. 2011      | China      | 1               | China                    |
| Amerikaans kampioenschap       | 30 aug. - 11 sept. 2011 | Argentinië | 2               | Argentinië Brazilië      |
| Europees kampioenschap         | 31 aug. - 18 sept. 2011 | Litouwen   | 2               | Spanje Frankrijk         |
| Oceanisch kampioenschap        | 7 - 11 sept. 2011       | Australië  | 1               | Australië                |
| Olympisch kwalificatietoernooi | 2 juli – 8 juli 2012    | Venezuela  | 3               | Litouwen Nigeria Rusland |
| Totaal                         |                         |            | 12              |                          |

Vrouwen
| Competitie                     | Datum                  | Locatie   | Aantal plaatsen | Gekwalificeerd                            |
| ------------------------------ | ---------------------- | --------- | --------------- | ----------------------------------------- |
| Gastland                       | -                      | -         | 1               | Groot-Brittannië                          |
| Wereldkampioenschap 2010       | 23 sept. – 3 okt. 2010 | Tsjechië  | 1               | Verenigde Staten                          |
| Afrikaans kampioenschap        | 23 sept. - 2 okt. 2011 | Mali      | 1               | Angola                                    |
| Aziatisch kampioenschap        | 21 - 28 aug. 2011      | Japan     | 1               | China                                     |
| Amerikaans kampioenschap       | 24 sept. - 1 okt. 2011 | Colombia  | 1               | Brazilië                                  |
| Europees kampioenschap         | 18 juni – 3 juli 2011  | Polen     | 1               | Rusland                                   |
| Oceanisch kampioenschap        | 7 - 11 sept. 2011      | Australië | 1               | Australië                                 |
| Olympisch kwalificatietoernooi | 25 juni – 1 juli 2012  | Turkije   | 5               | Frankrijk Turkije Tsjechië Kroatië Canada |
| Totaal                         |                        |           | 12              |                                           |

### Eindrangschikking mannen
| Goud | Zilver | Brons |
| Verenigde StatenTyson Chandler Kevin Durant LeBron James Russell Westbrook Deron Williams Andre Iguodala Kobe Bryant Kevin Love James Harden Chris Paul Anthony Davis Carmelo Anthony | SpanjePau Gasol Rudy Fernández Sergio Rodríguez Juan Carlos Navarro José Calderón Felipe Reyes Víctor Claver Fernando San Emeterio Sergio Llull Marc Gasol Serge Ibaka Víctor Sada | RuslandAleksej Sjved Timofej Mozgov Sergej Karasjov Vitali Fridzon Sasha Kaoen Jevgeni Voronov Viktor Chrjapa Semjon Antonov Sergej Monja Dmitri Chvostov Anton Ponkrasjov Andrej Kirilenko |

### Eindrangschikking vrouwen
| Goud | Zilver | Brons |
| Verenigde StatenLindsay Whalen Seimone Augustus Sue Bird Maya Moore Angel McCoughtry Asjha Jones Tamika Catchings Swin Cash Diana Taurasi Sylvia Fowles Tina Charles Candace Parker | FrankrijkIsabelle Yacoubou Endéné Miyem Clémence Beikes Sandrine Gruda Edwige Lawson-Wade Céline Dumerc Florence Lepron Émilie Gomis Marion Laborde Élodie Godin Emmeline Ndongue Jennifer Digbeu | AustraliëJenna O'Hea Samantha Richards Jennifer Screen Abby Bishop Suzy Batkovic Kathleen MacLeod Kristi Harrower Laura Summerton Belinda Snell Rachel Jarry Liz Cambage Lauren Jackson |

## Medaillewinnaars
| Onderdeel | Goud             | Zilver    | Brons     |
| --------- | ---------------- | --------- | --------- |
| Mannen    | Verenigde Staten | Spanje    | Rusland   |
| Vrouwen   | Verenigde Staten | Frankrijk | Australië |

### Medaillespiegel
| Plaats | Land             | NOC    | Goud | Zilver | Brons | Totaal |
| ------ | ---------------- | ------ | ---- | ------ | ----- | ------ |
| 1      | Verenigde Staten | USA    | 2    | 0      | 0     | 2      |
| 2      | Spanje           | ESP    | 0    | 1      | 0     | 1      |
| 2      | Frankrijk        | FRA    | 0    | 1      | 0     | 1      |
| 4      | Rusland          | RUS    | 0    | 0      | 1     | 1      |
| 4      | Australië        | AUS    | 0    | 0      | 1     | 1      |
| Totaal | Totaal           | Totaal | 2    | 2      | 2     | 6      |